# Klein Rönnau
Klein Rönnau er en by og en kommune i det nordlige Tyskland, beliggende i Amt Trave-Land under Kreis Segeberg. Kreis Segeberg ligger i den sydøstlige del af delstaten Slesvig-Holsten.

## Geografi
Klein Rönnau ligger nord for Bad Segeberg mellem søerne Großer Segeberger See, Ihlsee og Klüthsee.
Bundesstraße B 432 går gennem kommunen. Trods navnet har kommunen betydeligt flere índbyggere end den mod vest liggende Groß Rönnau, der til gengæld har større areal.